# ماریزابل لومبا
ماریزابل لومبا (انگلیسی: Marisabel Lomba؛ زادهٔ ۱۷ اوت ۱۹۷۴) جودوکار زن اهل بلژیک بود.